# Gerhard Gustmann
Gerhard Gustmann, né le 13 août 1910 à Bonn et mort le 30 mars 1992 à Bonn, est un rameur d'aviron allemand. 
Il remporte aux Jeux olympiques d'été de 1936 à Berlin la médaille d'or en deux avec barreur avec Herbert Adamski et Dieter Arend.